# Robert van Gulik

Van Gulik (1945)

Robert Hans van Gulik (* 9. August 1910 in Zutphen; † 24. September 1967 in Den Haag) war ein niederländischer Sinologe, hauptberuflicher Diplomat und nebenberuflicher Schriftsteller, Musiker und Zeichner. Er schrieb eine Reihe von Kriminalromanen um den chinesischen Richter Di.

## Leben
Robert Hans van Gulik war der Sohn einer Arztfamilie. Von 1915 bis 1922 wuchs er in Niederländisch-Indien, dem heutigen Indonesien, auf, wo sein Vater als Sanitätsoffizier der niederländischen Kolonialarmee arbeitete. In der Grundschule wurde nur auf Niederländisch unterrichtet, doch durch die fremdsprachige Umgebung lernte er in dieser Zeit Chinesisch, Javanisch und Malaiisch. Die Faszination, die die fremden Zeichen auf den Schildern chinesischer Geschäfte auf ihn ausübten, veranlasste ihn schon früh zum Erlernen der chinesischen Schrift und Sprache. 
Nach der Rückkehr seiner Familie nach Holland besuchte er das Stedelijk Gymnasium Nijmegen, wo er Griechisch, Latein, Französisch, Deutsch und Englisch lernte. In seiner Freizeit erteilte ihm der Linguist Christianus Cornelis Uhlenbeck, der das Sprachtalent des jungen van Gulik erkannte, zusätzlichen Unterricht in Russisch und Sanskrit. Zusätzlich leistete sich Gulik von seinem Taschengeld einen chinesischen Privatlehrer für sein geliebtes Chinesisch. 
Von 1929 bis 1934 studierte er an den Universitäten Leiden und Utrecht Chinesisch und Japanisch sowie das Recht Niederländisch-Indiens. 1935 wurde er zum Doktor der Literaturwissenschaft promoviert. Anschließend arbeitete er als Diplomat unter anderem in Japan, Ägypten, Indien, China, den USA und Malaysia. Von 1965 bis zu seinem Tod 1967 war er niederländischer Botschafter in Japan.

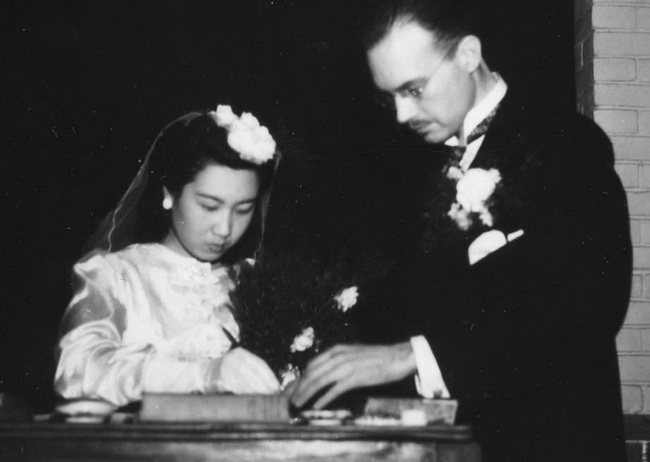
Heirat mit Shui Shifang (Chongqing, 1943)

In China heiratete er 1943 im Alter von 33 Jahren die 22-jährige Shui Shihfang (水世芳), die im Sozialministerium in der provisorischen chinesischen Hauptstadt Chongqing arbeitete und zunächst van Gulik Sprachunterricht erteilt hatte. Das Paar bekam drei Söhne und eine Tochter. 
Van Gulik beschäftigte sich wissenschaftlich und essayistisch mit chinesischer Geschichte und Kultur und betätigte sich sehr erfolgreich als Schriftsteller. Seine Bücher illustrierte er als kompetenter Zeichner selbst im chinesischen Ming-Stil. Das Spiel auf der chinesischen Griffbrettzither Guqin beherrschte er ebenfalls und schrieb darüber musikwissenschaftliche Essays.
Am 24. September 1967 starb Robert van Gulik 57-jährig in Den Haag an Lungenkrebs.

## Werke
Van Gulik veröffentlichte ab 1934 wissenschaftliche Arbeiten. Seine schriftstellerische Tätigkeit begann im Jahr 1949 mit einer Übersetzung des aus dem 18. Jahrhundert stammenden chinesischen Kriminalromans Dee Goong An (chinesisch: 狄公奇案, Pinyin: dí gōng qí àn; dt. Merkwürdige Kriminalfälle des Richter Di). Die Titelfigur, Richter Di (chinesisch: 狄仁傑 Pinyin: Dí Rénjié), lebte in der Tang-Zeit von 630 bis 700 n. Chr. Diese Übersetzung war ein solcher Erfolg, dass van Gulik begann, eigene Romane über Richter Di zu schreiben. Dabei wird in 14 Romanen, 2 längeren und 8 kürzeren Erzählungen die Karriere Dis vom Bezirksrichter an der Nordost-Grenze des Reiches bis zum Obersten Richter in der Hauptstadt nachvollzogen.
Obwohl die Inhalte der Romane Fiktion sind, vermitteln sie doch aufgrund der genauen Kenntnis der chinesischen Kultur und Geschichte, die der Autor einfließen lässt, detaillierte Einblicke in soziale, wirtschaftliche und kulturelle Gegebenheiten. Die vom Autor selbst angefertigten Zeichnungen entsprechen allerdings dem Stil der Ming-Zeit.

## Ehrungen
In Zutphen wurde eine Straße Robert van Guliklaan benannt.

## Bibliographie

### Übersetzung des klassischen Richter-Di-Romans
- Merkwürdige Kriminalfälle des Richters Di. Ein altchinesischer Detektivroman (1949); Herausgegeben und aus dem Chinesischen übersetzt von Robert van Gulik. Aus dem Englischen von Gretel und Kurt Kuhn. Im chinesischen Original Vier außerordentlich seltsame Fälle in der Regierungszeit der Kaiserin Wu, chinesisch: 武則天四大奇案, Pinyin: Wǔ Zétiān sì dà qí àn; englisch Celebrated Cases of Judge Dee. Zürich: Die Waage, 1960; Taschenbuchausgabe Frankfurt: Fischer-TB-Verlag, 1980; Taschenbuchausgabe Zürich: Diogenes, 1998 (detebe 23014). ISBN 978-3257230147

### Die Richter-Di-Reihe
Alle Manuskripte wurden in Englisch verfasst. Die Reihenfolge richtet sich nach dem Literaturverzeichnis in der Biografie von C. D. Barkman u. a. und ist nach dem Jahr der Erstveröffentlichung geordnet. 
- Mord im Labyrinth (engl. The Chinese Maze Murders, 1950 geschrieben, Ausgaben jap. 1950, chin. 1953, engl. 1956, dt. 1966)
- Wunder in Pu-yang? (engl. The Chinese Bell Murders, 1948–1951 geschrieben, erschienen in Fortsetzungen jap. 1955, als Buch engl. und niederl. 1958, dt. 1964)
- Der See von Han-yuan (engl. The Chinese Lake Murders, 1952–1957 geschrieben, Ausgaben 1959 niederl. 1959, engl. 1960, dt. 1990)
- Geisterspuk in Peng-lai (engl. The Chinese Gold Murders, 1956 geschrieben, Ausgaben niederl. 1958, engl. 1959, dt. 1986)
- Nagelprobe in Pei-tscho (engl. The Chinese Nail Murders, 1958 geschrieben, Ausgaben niederl. 1960, engl. 1961, dt. 1990)
- Der Wandschirm aus rotem Lack (engl. The Lacquer Screen, 1958 geschrieben, Ausgaben engl., niederl. 1960, dt. 1990)
- Tod im Roten Pavillon (engl. The Red Pavilion, 1959 geschrieben, Ausgaben engl., niederl. 1961, dt. 1965)
- Nächtlicher Spuk im Mönchskloster (engl. The Haunted Monastery, 1958–1959 geschrieben, Ausgaben engl. 1961, niederl. 1962, dt. 1990)
- Die Perle des Kaisers (engl. The Emperor's Pearl, 1960 geschrieben, Ausgaben engl., niederl. 1963, dt. 1989)
- Mord in Kanton (engl. Murder in Canton, 1961–1962 geschrieben, Ausg. niederl. 1964, engl. 1966, dt. 1988)
- Mord nach Muster (engl. The Willow Pattern, 1963 geschrieben, niederl. in Fortsetzungen 1964, Buchausgabe engl. 1965, dt. 1989)
- Das Phantom im Tempel (engl. The Phantom of the Temple, 1965 nach einem Comic geschrieben, Ausg. engl. 1966, niederl. 1968, dt. 1989)
- Halskette und Kalebasse (engl. Necklace and Calabash, 1966 geschrieben, Ausgaben engl., niederl. 1967, dt. 1987)
- Poeten und Mörder (engl. Poets and Murder, 1967 geschrieben, posthume Ausgaben engl., niederl. 1968, dt. 1988)

### Richter-Di-Erzählungen
- Der Affe und der Tiger (engl. The Monkey and the Tiger, Ausgaben niederl. 1964, engl. 1965, dt. 1988)
- Richter Di bei der Arbeit (engl. Judge Dee at Work, Ausgabe engl. 1967, dt. 1990)

### Andere Kriminalromane
- Der geschenkte Tag (ndl. Een gegeven dag, Den Haag 1963; engl. The given day, übers. v. Robert van Gulik, Kuala Lumpur 1964; dt. 1991)

### Wissenschaftliche Werke (Auswahl)
- A Blackfoot-English vocabulary based on material from the Southern Peigans (mit Christianus Cornelius Uhlenbeck). Amsterdam, Uitgave van de N. V. Noord-Hollandsche Uitgevers-Maatschappij, 1934. 12.
- The Lore of the Chinese Lute. An Essay in Ch'in Ideology. Monumenta Nipponica, Vol. 1 No. 2, 1938, pp. 386–428, Vol. 2 No. 1, 1939, pp. 75–99, Vol. 2 No. 2, 1939, pp. 409–436, Vol. 3 No. 1, 1940, pp. 127–176
- The Lore of the Chinese Lute. Addenda and Corrigenda. Monumenta Nipponica, Vol. 7 No. 1/2, 1951, pp. 300–310
- Hsi K'ang and his Poetical Essay on the Lute (1941)
- Siddham; An Essay on the History of Sanskrit Studies in China and Japan (1956)
- A Preliminary Survey of Chinese Sex and Society from ca. 1500 B.C. till 1644 A.D. Leiden 1961 (Eine Untersuchung der sozialen Rolle von Sexualität, wie der Institution des Konkubinats und der Prostitution ).
- The Gibbon in China. An essay in Chinese animal lore (1967)
- Erotic Colour Prints of the Ming Period. With an Essay on Chinese Sex Life from the Han to the Ch'ing Dynasty, B.C. 206 – A.D. 1644. Privatdruck in einer Auflage von 50 Stück. Tokyo 1951